# Edward D. Hayden
Edward Daniel Hayden (* 27. Dezember 1833 in Cambridge, Massachusetts; † 15. November 1908 in Woburn, Massachusetts) war ein US-amerikanischer Politiker. Zwischen 1885 und 1889 vertrat er den Bundesstaat Massachusetts im US-Repräsentantenhaus.

## Werdegang
Edward Hayden besuchte die Lawrence Academy in Groton und studierte danach bis 1854 an der Harvard University. Nach einem anschließenden Jurastudium und seiner 1857 erfolgten Zulassung als Rechtsanwalt begann er in Woburn in diesem Beruf zu arbeiten. Während des Bürgerkrieges war Hayden Zahlmeister in der US Navy. Dabei war er unter anderem unter Admiral David Dixon Porter während des Zweiten Vicksburg-Feldzugs und des Red-River-Feldzugs eingesetzt. Nach dem Krieg kehrte er nach Woburn zurück, wo er im Handel arbeitete. Außerdem engagierte er sich im Bankgewerbe. Zwischen 1874 und 1900 war er Präsident der First National Bank. Hayden war auch im Eisenbahngeschäft tätig. Über 30 Jahre lang fungierte er als Vorstandsmitglied der Boston and Albany Railroad Gleichzeitig schlug er als Mitglied der Republikanischen Partei eine politische Laufbahn ein. Zwischen 1880 und 1882 saß er als Abgeordneter im Repräsentantenhaus von Massachusetts.
Bei den Kongresswahlen des Jahres 1884 wurde Hayden im fünften Wahlbezirk von Massachusetts in das US-Repräsentantenhaus in Washington, D.C. gewählt, wo er am 4. März 1885 die Nachfolge von Leopold Morse antrat. Nach einer Wiederwahl konnte er bis zum 3. März 1889 zwei Legislaturperioden im Kongress absolvieren. Im Juni 1888 war er Delegierter zur Republican National Convention in Chicago, auf der Benjamin Harrison als Präsidentschaftskandidat nominiert wurde. Im selben Jahr verzichtete er auf eine erneute Kongresskandidatur.
Nach dem Ende seiner Zeit im US-Repräsentantenhaus setzte Edward Hayden seine früheren Tätigkeiten fort. So wurde er Vizepräsident der Boston and Albany Railroad und Direktor bei der Shawmut National Bank of Boston. Er starb am 15. November 1908 in Woburn und wurde in seinem Geburtsort Cambridge beigesetzt.